# مثبط مسار العامل النسيجي
مثبط مسار العامل النسيجي (بالإنجليزية: Tissue factor pathway inhibitor)‏ ومختصره TFPI هو بولي ببتيد متعدد أحادي السلسلة يمكنه تثبيط العامل العاشر المفعل (Xa) تثبيطا عكسيا.
```
وبينما يثبط العامل العاشر المفعل، يمكن لمعقد العامل العاشر المفعل مه مثبط مسار العامل النسيجي (Xa-TFPI)أن يثبط لاحقًا أيضًا معقد 
العامل السابع المفعل
-
العامل النسيجي
. يساهم مثبط مسار العامل النسيجي مساهمة كبيرة في تثبيط العامل العامل العاشر المفعل في الجسم الحي، على الرغم من وجوده بتركيزات تبلغ 2.5 نانومول فقط.
```